# Jon Bannenberg

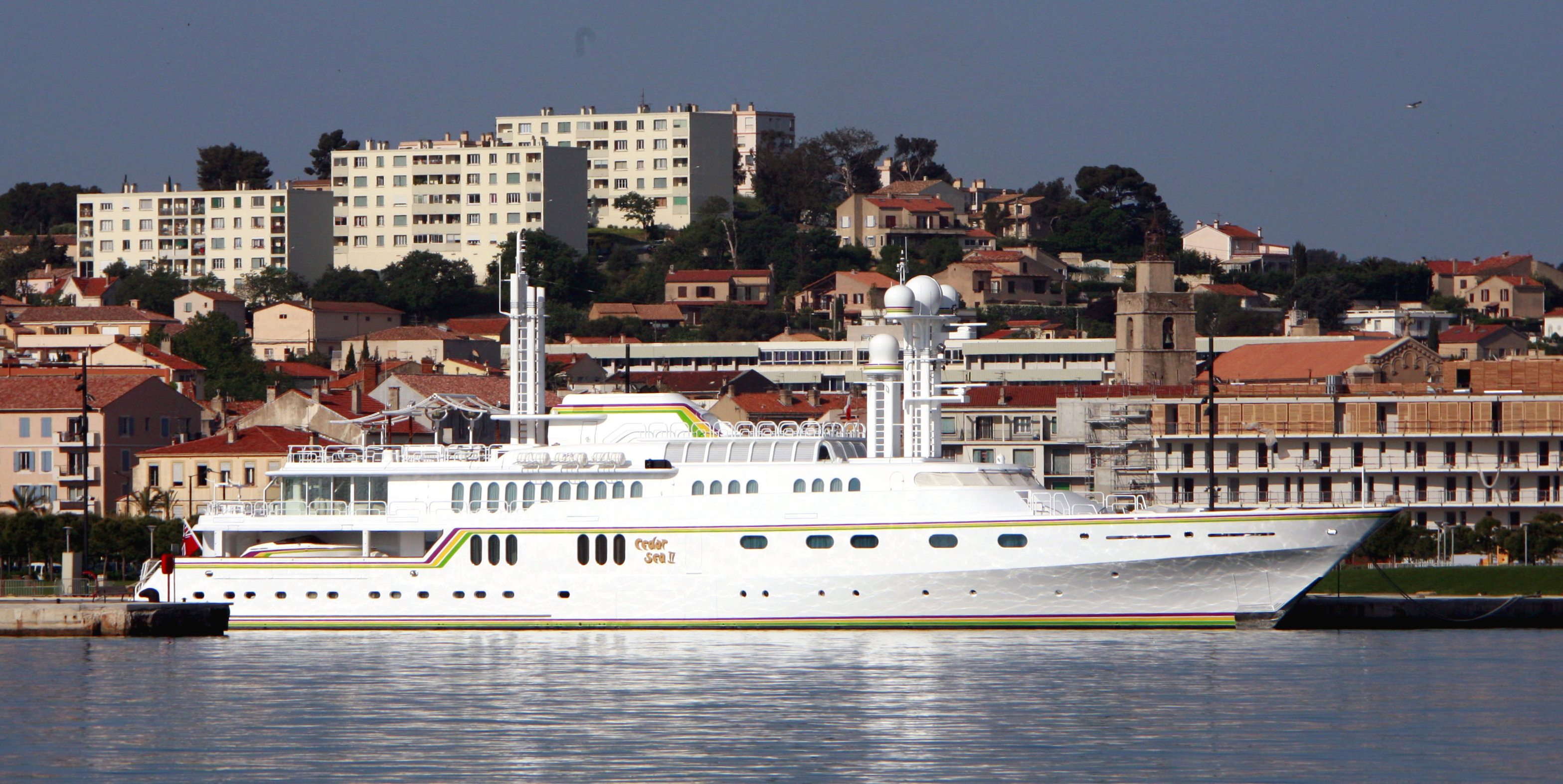
Cedar Sea II (1986)

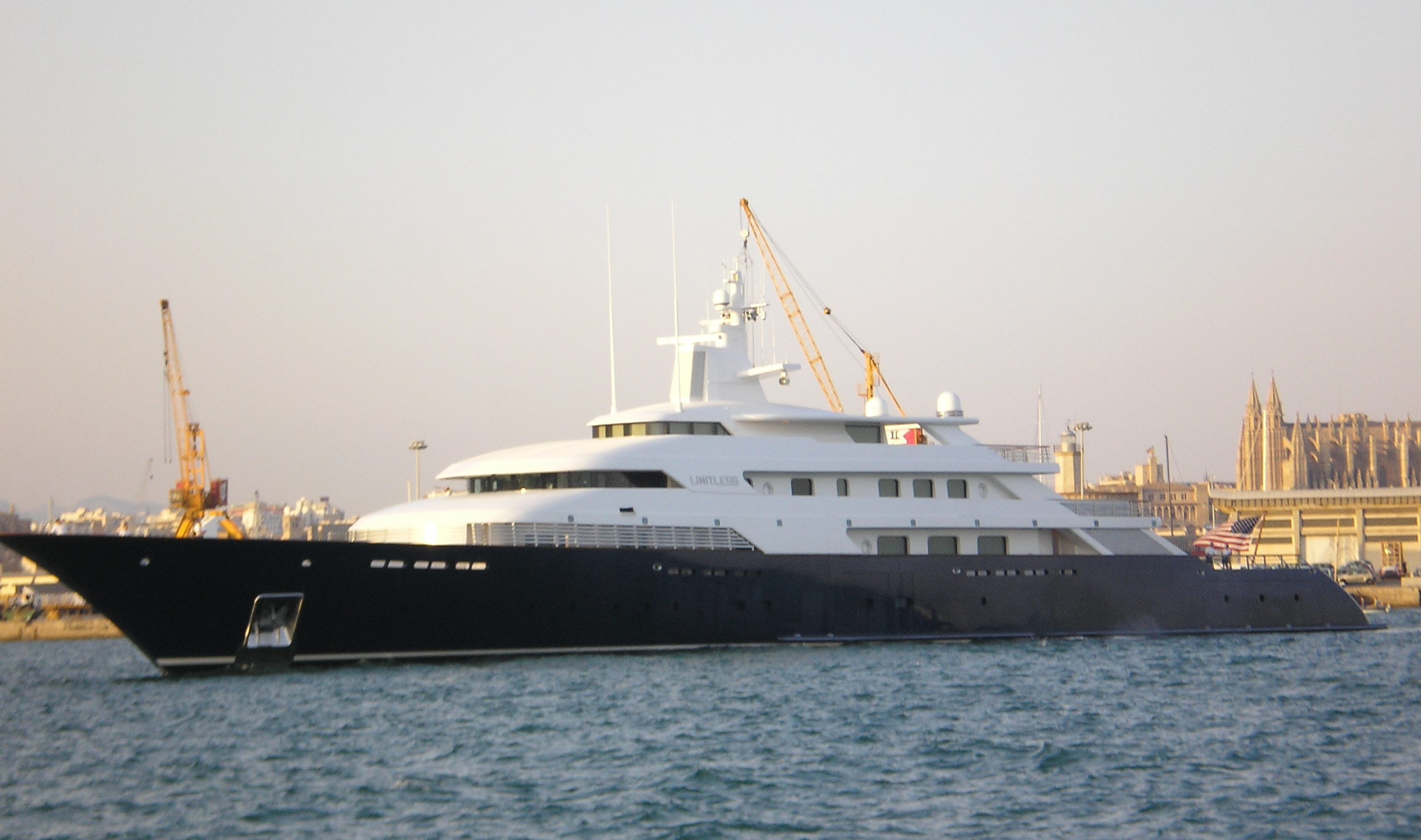
Limitless (1997).

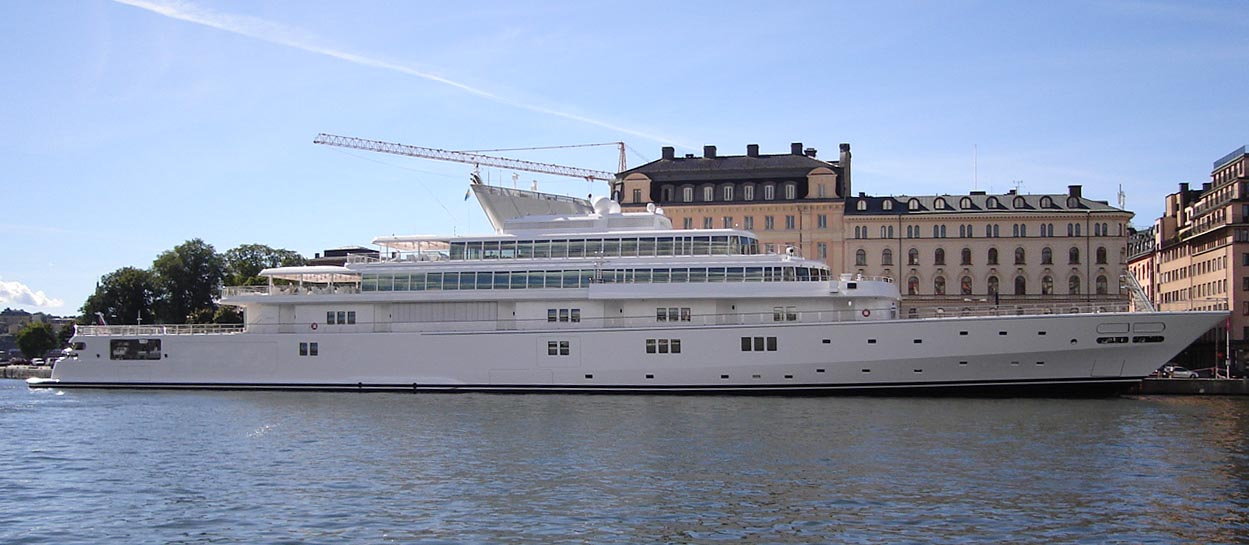
Rising Sun (2004) i Stockholm.

Jon Bannenberg, född 1929, död maj 2002, var en australisk-brittisk yachtdesigner. Bannenbergs inflytande har lett honom att kallas "den moderna yachtdesignens fader"
Som ung studerade Bannenberg piano vid Sydney Conservatorium of Music och arbetade som jazzpianist. Han flyttade till England 1952. I London grundade han och hans fru en inredningsfirma. När en av hans kunder frågade om Bannenbergs åsikt gällande ritningarna för kundens nya yacht, och fick ett ogillande svar, lät kunden Bannenberg göra om designen, vilket blev början på hans karriär som yachtdesigner. Sitt stora genombrott fick han med den 71 meter långa Carinthia VI, byggd av Lürssen 1972, som väckte uppmärksamhet med sin för den tiden okonventionella design. Snart anlitades Bannenberg av flera välbärgade personer för att designa deras båtar. En av hans mest kända är den 85 meter långa Nabila (senare omdöpt till Kingdom 5KR) som byggdes 1980 av Benetti för Adnan Khashoggi. Ännu mer okonventionell var designen på Azteca och Paraiso, där sidorna på skrovet sträcker sig upp till övre däck. Bannenberg lade vikt vid helhetsintryck och ansåg att skrovet, överbyggnad och inredning måste komplettera varandra. Efter hand som hans firma växte rekryterades flera designers till hans team, varav flera, som Andrew Winch, Terence Disdale, Donald Starkey och Tim Heywood, själva kommit att bli välkända yachtdesigners. Bannenberg fick 1978 utnämnelsen Royal Designer for Industry.
Bannenberg dog av hjärntumör 2002. Ett av de sista projekt Bannenberg jobbade med var Rising Sun, en 138 meter lång superyacht byggd åt Larry Ellison. Hon byggdes efter hans död och var när den levererades världens största privatägda yacht. Bannenbergs firma är fortfarande verksam, som Bannenberg & Rowell Design, under ledning av Bannenbergs son Dickie, och Simon Rowell.